# Doktor Xabaras
Xabaras, poznat i kao Doktor Xabaras, je izmišljeni lik iz talijanskog stripa Dylan Dog. On je glavni i najveći neprijatelj naslovnog junaka, Dylana Doga. Genijalni ali i zloćudni znanstvenik, on je star više stotina godina, te je kroz povijest pokušavao stvoriti serum kojim bi dostigao besmrtnost. No njegovi pokusi su zapravo rezultirali stvaranjem čudovišnih živih mrtvaca, zombija.

## Biografija
Xabarasovu biografiju nije lako kronološki ni logički odrediti jer zbog različitih autora priče iz epizoda u kojima se on pojavljuje kontradiktiraju jedna drugoj. Usprkos tome, općenito je određeno da je Xabaras Dylanov otac, tj. fizičko utjelovljenje negativne strane njegova oca. Njegovo ime je anagram od Abraxas, što je jedno od Vragovih imena.

### Zora živih mrtvaca
Xabaras se prvi put pojavljuje već u prvoj epizodi gdje se otkriva da je zajedno s doktorom Johnom Browningom radio na očuvanju moždanih stanica. Xabaras je mislio iskoristiti Browningow rad kako bi poboljšao svoj serum za buđenje mrtvaca koji im nije uspijevao dati inteligenciju. Kada je Browning otkrio Xabarasove prave namjere, jedan od Xabarasovih zombija ga je napao i ugrizao. Usprkos toj fatalnoj ozlijedi, Browning je uspio pobjeći u London gdje se preobrazio u zombija i napao svoju suprugu Sybil. Nakon što ga je ubila, Sybil je zatražila Dylanovu pomoć te su oni došli na Xabarasov trag i zaputili se u njegov laboratorij u selu Undead pokraj Invernessa u Škotskoj.
U međuvremenu Xabaras se zaputio u mrtvačnicu gdje je policijski patolog Archibald Potter obducirao Browningovo tijelo. Leš je zarazio virusom okolne mrtvace koji su se također preobrazili u zombije te ubili Pottera. Xabaras je bio prisiljen sve zombije ubiti te zapaliti mrtvačnicu.
Na povratku u svoj laboratorij Xabaras je u vlaku susreo Dylana, Sybil, i Groucha te ih pokušao uvjeriti da je Browningovo "ludilo" bilo posljedica duševnih kriza. Usprkos tom objašnjenju, trojac je nastavio pratiti Xabarasa do njegova laboratorija gdje je on Dylanu objasnio svoj cilj stvaranja besmrtnosti. Također mu je rekao da je star više stoljeća, kako je bio prvi nekromant, te da je izmislio voodoo čiji su ga sljedbenici nazivali Barun Samedi. Xabaras je tada naredio svojim zombijima da uhvate Dylana i njegove prijatelje te ih je namjeravao zaraziti zombi virusom. Ipak, trojac je uspio pobjeći zahvaljujući bombi koju je Dylan držao u torbi za klarinet te je Xabarasov laboratorij, zajedno s njim, uništen u eksploziji.

### Ubojice
U ovoj epizodi se otkriva da je Xabaras surađivao s lordom Jerremyjem Toddom na stvaranju "magičnog" kompjutora koji je ozračivao razna oružja kako bi svoje vlasnike tjerala na ubijanje. Taj "Program ubojica" je trebao poslužiti za stvaranje novog svjetskog poretka. Prije nego što je prekinuo suradnju s Toddom, Xabaras ga je upozorio da će Dylan Dog biti njegov najveći neprijatelj.

### Zona sumraka
U ovoj epizodi se otkriva da je početkom 20. stoljeća Xabaras imao laboratorij u gradiću Inverary gdje je radio pod imenom Vergerus. No njegov rad tamo je okončao Dylanov otac, lovac na noćne more, koji je zapalio Xabarasov laboratorij. Usprkos tome, lokalni liječnik, doktor Hicks, pronašao je Xabarasove zabilješke te nastavio njegov rad, što je rezultiralo time da su s vremenom svi stanovnici gradića postali živi mrtvaci, iako prilično različiti od Xabrasovih zombija.

### Morgana
U ovoj epizodi Dylan upoznaje tajanstvenu djevojku Morganu u koju se zaljubio te su se oni vratili na mjesto Xabarasove smrti u Undead. Tamo se pojavio Xabarasov duh koji je prevario Dylana i Morganu da proliju Dylanovu krv po Xabarasovom pepelu, što je njega vratilo u život. Na odlasku, Xabaras je otkrio Dylanu da je on njegov otac, te ga upozorio da mu više nikada ne staje na put.

### Ničija priča
U ovoj epizodi se prvo pojavljuje jedna paralelna dimenzija u kojoj je Doktor Xabaras psihijatar. Prilikom jedne hipnotičke seanse, neimenovani pacijent (kroz epizodu zvan Nitko) mu govori o svojim noćnim morama sebe kao živog mrtvaca, zombija koji proždire vlastitu suprugu i ubija sjekirom, navodno, najboljeg prijatelja s kojim ga je žena varala. Xabaras mu je rekao da su to samo nočne more, ali pacijent je bio uvjeren da je to istina, iz čega je Xabaras zaključio da je Nitko sanjao nečije tuđe snove, u kojim se pojavljuje privatni detektiv zvan Dylan Dog. Zabrinut ovim pričama, Xabaras je otkrio da Dylan Dog zbilja postoji, te potražio njegovu pomoć. Ispričao mu je priču o tome kako je Nitko iz jedne druge, paralelne dimenzije, na samrti, i kako on u tom trenutku ima moć vidjeti moguće budućnosti i tako stvarati nove svjetove, među njima i taj u kojem oni žive, svijet u kojem se npr. Eiffelov toranj nalazi u Londonu, Dylanova tarifa je 60 funti dnevno, svira saksofon i često konzumira alkohol. Kako je Xabaras svom pacijentu dao naredbu da sanja njega i Dylana, oni su postali dio njegove noćne more, te su se niotkud pojavili živi mrtvaci, koji su napali i izgrizli Xabarasa te nestali. Potvrdivši tako svoju teoriju, Xabaras je na samrti rekao Dylanu da mora zaustaviti Nikoga, što mu je ovaj obećao i pucao mu u glavu. Dylan je uspio pronaći Nitka i pucao mu u glavu, čime je ta dimenzija prestala postojati, ali je Nitko nekako živ prešao u originalnu dimenziju.
U originalnoj dimenziji, otkrilo se da je Xabaras, nakon što je Nitko dobio infarkt, odnio njegovo tijelo u jednu napuštenu crkvu iznad kako bi Xabaras na njemu mogao testirati svoj novi serum koji bi od njega napravio inteligentnog živog mrtvaca. Istodobno, paralelni Nitko je došao kod originalnog Dylana te ga odveo u tu crkvu, gdje je Xabaras u međuvremenu svojim serumom probudio originalnog Nitka. No originalni Nitko nije htio surađivati sa Xabarasom te ga je ovaj odveo u podrume crkve do podzemnog kanala i ukrcao ga u čamac. Dylan, prateći paralelnog Nitka, se također spustio do kanala, te mu je paralelni Nitko dobacio pištolj i ovaj je pucao na Xabarasa. Zabunom je Dylan ubio orignalnog Nitka, te je ovaj nestao u još jednoj paralelnoj dimenziji. Nakon što je Dylan vratio pištolj paralelnom Nitku, i ovaj je nestao. U međuvremenu, Xabaras je nastavio veslati, te dospio sve do katakombi u kojima se u podzemnom jezeru nalazio stari jedrenjak identičan maketi koju Dylan sastavlja.

### Povratak u sumrak
U ovoj epizodi Xabaras se pojavljuje kao prikaza kada se Dylan vrati u Inverary te mu potvrđuje da je on njegov otac. Xabaras također tvrdi da je gradić upao u crnu rupu, te u napadu bijesa Dylan napada Xabarasa što vodi do požara u njegovom laboratoriju, iz čega dolazi do svojevrsnog predsudbinskog paradoksa po kojem je Dylan, a ne kako je on izvorno mislio njegov otac, u prošlosti spalio Xabarasov laboratorij.

### Priča o Dylanu Dogu
U ovoj epizodi se objašnjava Dylanovo porijeklo. Prema toj priči, Dylan, njegova majka Morgana, i njegov otac, Dylan stariji, su živjeli u Londonu krajem 17. stoljeća. 1686. Dylan stariji je krenuo na pomorsku ekspediciju te je njegova posada uspjela na velikim dubinama uhvatiti stvorenje iz čijih je žlijezdi on izvukao tekućinu kojom je pokušao napraviti serum besmrtnosti. Dylan stariji je uspio napraviti serum, iako je on mogao ljudsko stvorenje samo pretvoriti u bezumnog živog mrtvaca. Radi toga je Dylan stariji napravio i protuotrov koji bi oživjelom vraćao inteligenciju. Dylan stariji je iskušao oba seruma na svojoj ženi Morgani te je ona postala bemrtna. No baš kada je Dylan stariji sebi ubrizgao prvi serum, na brodu je izbila pobuna, te si on nije uspio ubrizgati protuotrov, što ga je preobrazilo u krvoločnog zombija. Baš kad se posada spremala spaliti Morganu kao vješticu, on ih je napao te zarazio još nekoliko članova posade. Lančanom reakcijom, svi su članovi posade postali zombiji, ali je Morgana uspjela mužu ubrizgati protuotrov. Baš kada je postao normalan, na nebu su se pojavili Smrt i isto ono stvorenje iz kojega je Dylan stariji izvukao serum. Iako ga je Smrt zgrabila, stvorenje ga je spasilo te njegovu dobru i lošu stranu podijelilo na dvije fizičke osobe. "Dobri" je završio na asteroidu koji je lutao "rubom svemira" gdje je trebao provesti 666 godina razmišljajući. "Loši" je postao utjelovljenje Abraxasa te se vratio na brod i prozvao se Xabaras. Naredio je svojoj posadi živih mrtvaca da zatoče Morganu kojoj je ubrizgao serum od kojega će spavati stoljećima. Xabaras je brod vratio u London, gdje je u sudaru s jednom crkvom na obali brod propao u podzemne katakombe. Xabaras je ostavio Morganu na brodu u kristalnom lijesu, zatvorio sve prolaze do katakombi, a malenog Dylana ostavio u jednom gradskom sirotištu.
300 godina poslije, na brodu se odigrao obračun "Dobrog", Morgane, i Dylana sa Xabarasom i njegovim zombijima. Na kraju sukoba "Dobri" i Xabaras su se ponovno spojili u jednu osobu, te su on i Morgana Dylanu zaželjeli sreću i nestali.

### Broj 200
Radnja ove epizode kronološki je smještena na početak Dylanove karijere lovca na noćne more. Xabaras se nakratko pojavljuje kada vlasniku zalagaonice Safara prodaje maketu jedrenjaka za sastavljanje (identičnog onom brodu iz broja 100) uz komentar kako se "njegov sin ne bi nikada igrao time". Nedugo poslije Dylan je navratio u zalagaonicu i kupio maketu.

### Čarobni frulaš
U toj epizodi Xabaras namjerava u zalagaonici Safara kupiti čarobnu frulu frulaša iz Hamelina. No frula je bila ukradena te je Xabaras vlasniku Safare Hamlinu preporučio da unajmi Dylana da ju pronađe. Dylan je, ne znajući tko je naručitelj frule, uspio ju pronaći i vratiti u Safaru. Nakon što ju je Xabaras preuzeo, otišao je na obližnje groblje te sviranjem u frulu uspio oživjeti sve mrtvace na groblju.

### Preko praga
U ovoj epizodi se otkriva da je Xabaras unajmio jednog čovjeka da špijunira Dylana te je ovaj to godinama radio i izvještavao ga o svemu što je Dylan radio. No s vremenom je špijun Dylana zavolio te odlučio Xabarasu prestati davati informacije kako bi ga natjerao da popriča s Dylanom kao otac sa sinom. Xabaras je bio nevoljan to učiniti, te kasnije, nakon što je špijun u jednoj pustolovini s Dylanom, Grouchom i Blochom bio teško ozlijeđen i na rubu smrti, Xabaras je imao priliku spasiti mu život svojim serumom, ali je odlučio to ne učiniti.

### Xabaras i U ime oca
U 241. i 242. epizodi, Xabaras je ponovno prikazan kao zasebna osoba. Xabaras je nastavio svoj rad na serumu besmrtnosti te otkrio da serum treba ubrizgati u leš maksimalno jednu minutu nakon smrti kako bi oživljenik zadržao inteligenciju. Uspjevši stvoriti jednog inteligentnog oživljenog, Xabaras je uspio zarobiti Dylana, te od njega tražio "dokaz ljubavi sina prema ocu". Xabaras se ustrijelio, ali ga je Dylan spasio ubrizgavši mu serum koji ga je vratio u život. Xabaras je Dylanu tada objasnio da, nakon što ga je kao dijete ostavio u sirotištu 1686., predomislio se i sljedeći dan vratio po njega, ali Dylana tamo više nije bilo. Zaspavši u sirotištu, Xabaras se sutradan probudio u 20. stoljeću, te nastavio potragu za svojim sinom.

## Zanimljivosti
- Xabaras se sveukupno pojavljuje u 21 epizodi stripa.
- Od 2014. autori stripa su uklonili Xabarasa iz serijala te uveli dva nova glavna negativca.